# Camille (película de 1917)
Camille es una película muda estadounidense de 1917 basada en la adaptación teatral de La dama de las camelias de Alejandro Dumas, hijo, primero publicada en francés como novela en 1848 y como obra teatral en 1852. Adaptada a la pantalla por Adrian Johnson, Camille fue dirigida por J. Gordon Edwards y protagonizada por Theda Bara como Camille y Albert Roscoe como su amante, Armand.
La película fue producida por Fox Film Corporation y rodada en el Fox Studio en Fort Lee, Nueva Jersey.

## Argumento

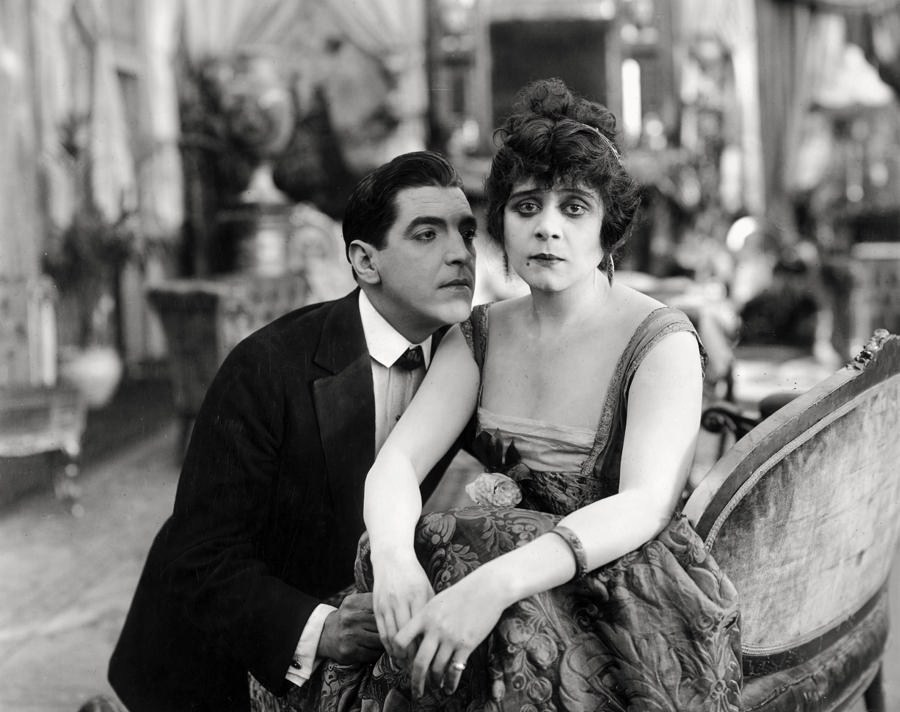
Alan Roscoe y Theda Bara en Camille.

Armand Duval (Roscoe), hijo de la orgullosa pero pobre casa de Duval, ama a Camille (Bara), una notable belleza parisina. Su amor por Camille significa que su hermana Celeste (Whitney) no puede casarse con el hombre que ama, así que el padre va a Camille y le suplica que dejé a Armand, lo que ella hace. Esto despierta la ira de Armand y él la  denuncia un anochecer en público. El conde de Varville (Law) desafía a Armand a un duelo que  gana, hiriendo a Armand en el brazo. Creyendo que Camille ya no le ama, Armand deja de verla. Un día su padre le dice que Camille agoniza. Va junto a ella y, después de unas palabras, muere en brazos de su amante.

## Reparto
- Theda Bara - Marguerite Gauthier ("Camille")
- Alan Roscoe (como Albert Roscoe) - Armand Duval
- Walter Law - conde de Varville
- Glen White - Gaston Rieux
- Alice Gale - Madame Prudence
- Claire Whitney - Celeste Duval
- Richard Barthelmess - papel secundario

## Recepción
Como todos los films de su época, Camille estaba sujeta a posibles recortes por parte de juntas de censura municipales y estatales. La junta de Chicago emitió un permiso de "Solo para adultos", cortó dos largas secuencias donde había dinero sobre la mesa aunque permitió todas las otras escenas de juego, y eliminó dos intertítulos: "Aquella mujer una vez me favoreció cuando era pobre, ahora que soy rico da testimonio de que pago" y "Estás aquí porque eres egoísta y haces una venta de tu amor al mejor postor".

## Estado de preservación
Esta película se considera perdida.